# Marius Lamprecht
Marius Lamprecht (* 1990 in Berlin) ist ein deutscher Theater- und Filmschauspieler.

## Leben
Von 2010 bis 2014 studierte  Lamprecht an der Filmuniversität Babelsberg Schauspiel. Sein Erstengagement im Theater erhielt er am Theater Osnabrück, wo er von 2014 bis 2016 festes Mitglied im Ensemble war. Er spielte dort Hauptrollen wie den Werther in Goethes Die Leiden des jungen Werthers und den Holländer Michel in Hauffs Das kalte Herz. Hervorzuheben ist seine Arbeit mit dem syrischen Regisseur Anis Hamdoun in dessen Stück The Trip, was 2016 das Nachtkritik-Theatertreffen gewann.
2016 ging Lamprecht in sein zweites Festengagement ans Schlosstheater Celle. Hier spielte er von 2016 bis 2018 mehrere Hauptrollen, darunter einen Monologabend als Oskar Matzerath in Günter Grass’ Die Blechtrommel und William Bloor in Dawn Kings Foxfinder.
Schließlich wechselte Lamprecht im Jahr 2018 ans Berliner Grips Theater, wo er bis heute in dem Musical Linie 1 von Volker Ludwig zu sehen ist. Er spielt dort außerdem in dem Stück Dschabber, was 2019 mit dem Kinder- und Jugendtheaterpreis Ikarus ausgezeichnet wurde.

## Film
- 2020 Dengler – Kreuzberg Blues (ZDF)
- 2016 Gladbeck (ARD)
- 2011 Krauses Braut (ARD)

## Theater
- 2022 Das schönste Mädchen der Welt (Grips Theater)
- 2022 Selfie (Grips Theater)
- 2021 Himmel, Erde, Luft und Meer (Grips Theater)
- 2020 Das Leben ist ein Wunschkonzert (Grips Theater)
- 2020 #diewelle2020 (Grips Theater)
- 2019 Das Nacktschnecken-Game (Grips Theater)
- 2018 Dschabber (Grips Theater)
- 2018 Anton macht's klar (Grips Theater)
- 2018 Linie 1 (Grips Theater)
- 2018 Tom Sawyer und Huckleberry Finn (Schlosstheater Celle)
- 2018 Foxfinder (Schlosstheater Celle)
- 2017 1984 (Schlosstheater Celle)
- 2017 Die Blechtrommel (Schlosstheater Celle)
- 2017 Der tolle Tag oder Figaros Hochzeit (Schlosstheater Celle)
- 2017 Soulkitchen (Schlosstheater Celle)
- 2017 Ein Sommernachtstraum (Schlosstheater Celle)
- 2017 Hiob (Schlosstheater Celle)
- 2016 Geächtet (Schlosstheater Celle)
- 2016 Wir sind die Guten (Schlosstheater Celle)
- 2016 Was ihr wollt (Schlosstheater Celle)
- 2016 Superhero (Theater Osnabrück)
- 2016 Was das Nashorn sah, als es auf die andere Seite des Zauns schaute (Theater Osnabrück)
- 2015 Das Gespenst von Canterville (Theater Osnabrück)
- 2015 Vom Fischer und seiner Frau (Theater Osnabrück)
- 2015 The Trip (Theater Osnabrück)
- 2015 Die Leiden des jungen Werther (Theater Osnabrück)
- 2015 Wir alle für immer zusammen (Theater Osnabrück)
- 2014 Ronja Räubertochter (Theater Osnabrück)
- 2014 Robinson Crusoe (Theater Osnabrück)
- 2014 Das kalte Herz (Theater Osnabrück)
- 2014 Watte (Theater Osnabrück)
- 2012 Draußen vor der Tür (Hans Otto Theater Potsdam)
- 2012 Durstige Vögel (Maxim Gorki Theater)